# Дијамант за Баја Калифорнију
Дијамант за Баја Калифорнију (енг. Butch Cassidy & The Sundance Kid meet Pancho Villa, шпа. Bandas de la Revolución mexicana) је кратки српски брехтијански вестерн из 2015. године. Сценарио и режију потписује српски редитељ Коста Ристић.
Филм је снимљен на Златибору 2013. године. Премијерно је приказан на домаћем фестивалу кратког филма Башта фест 2015. године, док је међународну премијеру имао на АРПА међународном филмском фестивалу у Лос Анђелесу 2016. године..

## Синопсис
Радња филма се одвија на северу Мексика 1911. године током мексичке аграрне револуције. Док траже дијамант, познати амерички одметници Буч Касиди и Санденс Кид сусрећу се са Панчо Виљом и његовом дружином. Магонистима, који припремају устанак у Доњој Калифорнији, потребни су оружје и новац. Борба за дијамант отпочиње...

#### Легенда
Легенда каже да Буч Касиди није погинуо 1908. године у Боливији, већ се упутио назад у САД, где је на граници са Мексиком - према локалној легенди коју је записао и британски писац Брус Четвин у свом путописном роману o лутању Латинском Америком У Патагонији - учествовао у кријумчарењу оружја за Панча Виљу.

## Улоге
| Глумци            | Улоге           |
| ----------------- | --------------- |
| Филип Мартиновић  | Панчо Виља      |
| Јована Гавриловић | Ета Плејс       |
| Милош Лаловић     | Буч Касиди      |
| Милош Ђуровић     | Санденс Кид     |
| Кристијан Гарип   | Пепито          |
| Матија Ристић     | Микел           |
| Михајло Стојковић | Hijo del Pueblo |
| Ружица Буквић     | Магониста       |